# Синдт, Иван Борисович
 Иван (Иоганн, Яган) Борисович Синдт (Синт, Синд ) (ок. 1720—после 1785) — офицер российского императорского флота, мореплаватель, участник Великой Северной экспедиции в составе отряда Беринга-Чирикова, исследователь Камчатки и Берингово моря, открыл острова Святого Матвея; преподаватель Охотской навигацкой школы, лейтенант флота.

## Биография
Иван Борисович Синдт происходил из немецкой семьи.

### Участие во Второй Камчатской экспедиции
В 1739 году включён в состав Второй Камчатской экспедиции в отряд Беринга-Чирикова и произведён руководителем экспедиции В. И. Берингом в гардемарины. В сентябре того же года под командованием штурмана И. Ф. Елагина на боте «Святой Гавриил» перешёл из Охотска в Большерецк. Оставив бот на зимовку, участвовал вместе с Елагиным в съёмке побережья полуострова Камчатки до мыса Лопатка. В 1740 году на боте «Святой Гавриил» продолжил опись побережья с моря от Большерецка до Авачинской губы, включая её акваторию .

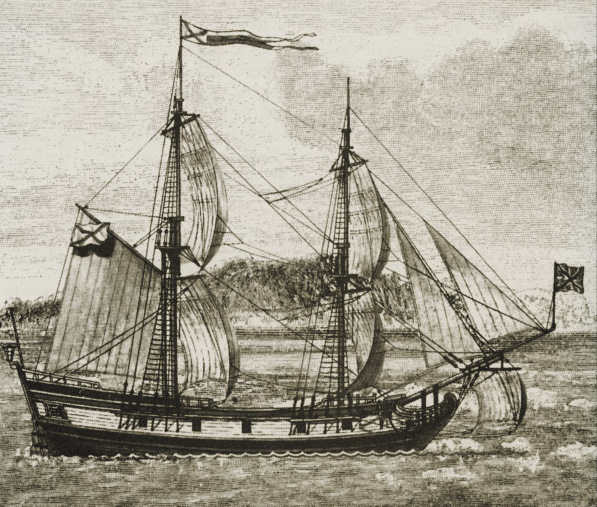
Пакетбот «Святой Пётр» на рисунке XIX века

В 1741 году на пакетботе «Святой Пётр» под командованием В. И. Беринга плавал к берегам Северной Америки. Зимовал на острове, впоследствии получившем название остров Беринга. 28 ноября (9 декабря) 1741 года поднявшийся ветер выбросил пакетбот на берег и разбил его. Во время зимовки на острове от цинги умерли 19 членов экипажа, а 8 (19) декабря умер руководитель экспедиции Витус Беринг. В 1742 году из обломков пакетбота «Святой Пётр» был построен одноимённый гукор, на котором выжившим членам экипажа, в том числе Сингу, удалось вернуться на Камчатку. 26 июня (7 июля) 1746 года произведён в мичманы.
С 1743 года, после окончания Великой Северной экспедиции, остался на Дальнем Востоке в Охотске. 1 (12) сентября 1754 года «за многие труды в морском походе и за знание навигации и части фортификации и артиллерии» был произведён в корабельные секретари, 27 марта (7 апреля) 1757 года — в лейтенанты.
В 1758 году сибирский губернатор Ф. И. Соймонов поручил Синдту отыскать и исследовать сухопутные и речные пути от Якутска до Охотска и Удинского острога, но в связи с тем, что был «выключен из флотского комплекта», поручение было отменено. С 1760 года непродолжительное время преподавал математику и специальные дисциплины в Охотской навигацкой школе. С 1761 года находился в Томске. 22 мая (2 июня) 1762 года Соймонов назначил Синдта в ранге поручика в Охотское портовое правление.

### Экспедиция к американским берегам
В 1764-68 годах находился «в секретном вояжировании у описи американских берегов». 18 сентября 1764 года по приказанию Ф. И. Соймонова возглавил плавание к северо-западным берегам Америки. Осенью 1764 года на галиоте «Святой Павел» перешёл из Охотска к устью реки Хайрюзовой, где зазимовал. В августе-сентябре 1765 года на галиоте «Святая Екатерина» прибыл к устью рек Ука и Начики, где остался на вторую зимовку. Летом 1766 года продолжил плавание в сторону Берингово пролива, провёл съемку и описание около 1000 км западной прибрежной полосы, затем впервые пересёк центральную часть акватории, открыл остров Святого Матвея и, вероятно, подошел к юго-западному взморью полуострова Сьюард у 65° с. ш. В тумане он ошибочно принял мысы острова Святого Лаврентия за отдельные острова. Галиот «Св. Екатерина» достиг 65° северной широты и чуть дальше 40° восточной долготы. На свою карту Синдт нанёс в этом районе 11 островов. Из-за повреждения судна и опасности продолжить плавание в осенний период, было принято решение завершить плавание к американским берегам. 21 сентября (2 октября) 1766 года галиот «Св. Екатерина» вернулся в Нижнекамчатск, и после ремонта, в октябре 1766 года в устье реки Большой был передан капитану 2-го ранга П. К. Креницыну для нужд его экспедиции. Взамен галиота Синду был предоставлен бот «Св. Гавриил», на котором он 10 (21) сентября 1768 года прибыл в Охотск. По результатам экспедиции была составлена карта плавания к берегам Америки, которая использовалась экспедицией П. К. Креницына и М. Д. Левашова. В июне 1769 года шханечные журналы и обновлённые карты экспедиции Синдта были отправлены сибирскому губернатору Д. И. Чичерину.
По окончании работ лейтенант Синдт продолжил службу в Охотской портовой конторе. В период астрономической и географической экспедиции И. И. Биллингса Синдт продолжал служить в Охотске, доставлял почту, в том числе и экспедиционную, из Охотска в Якутск. 15 (26) октября 1785 года лейтенант P. P. Галл отправил с Синдтом письмо начальнику экспедиции Биллингсу.

## Семья
Иван Борисович Синдт был женат. Его сын — Иван Иванович Синдт (Синд) стал военным, прапорщик, жил в Большерецке.